# Fraïda Hassanatte
Fraïda Hassanatte (* 19. März 2004 in N’Djamena) ist eine tschadische Leichtathletin, die im Mittel- und Langstreckenlauf an den Start geht.

## Sportliche Laufbahn
Erste internationale Erfahrungen sammelte Fraïda Hassanatte im Jahr 2022, als sie bei den Islamic Solidarity Games in Konya in 4:28,72 min den siebten Platz im 1500-Meter-Lauf belegte und über 5000 Meter mit 17:38,7 min auf Rang zehn gelangte. 2024 schied sie bei den Afrikameisterschaften in Douala mit 4:26,88 min im Vorlauf über 1500 Meter aus.

## Persönliche Bestleistungen
- 800 Meter: 2:11,49 min, 3. Februar 2024 in Yaoundé
- 1500 Meter: 4:22,62 min, 11. Juni 2022 in Mailand (tschadischer Rekord)
- 3000 Meter: 9:36,99 min, 28. Mai 2022 in Brescia (tschadischer Rekord)
- 5000 Meter: 17:07,92 min, 4. Februar 2024 in Yaoundé
- Halbmarathon: 1:16:10 h, 15. Mai 2022 in Mailand (tschadischer Rekord)